# Alberto Podestá

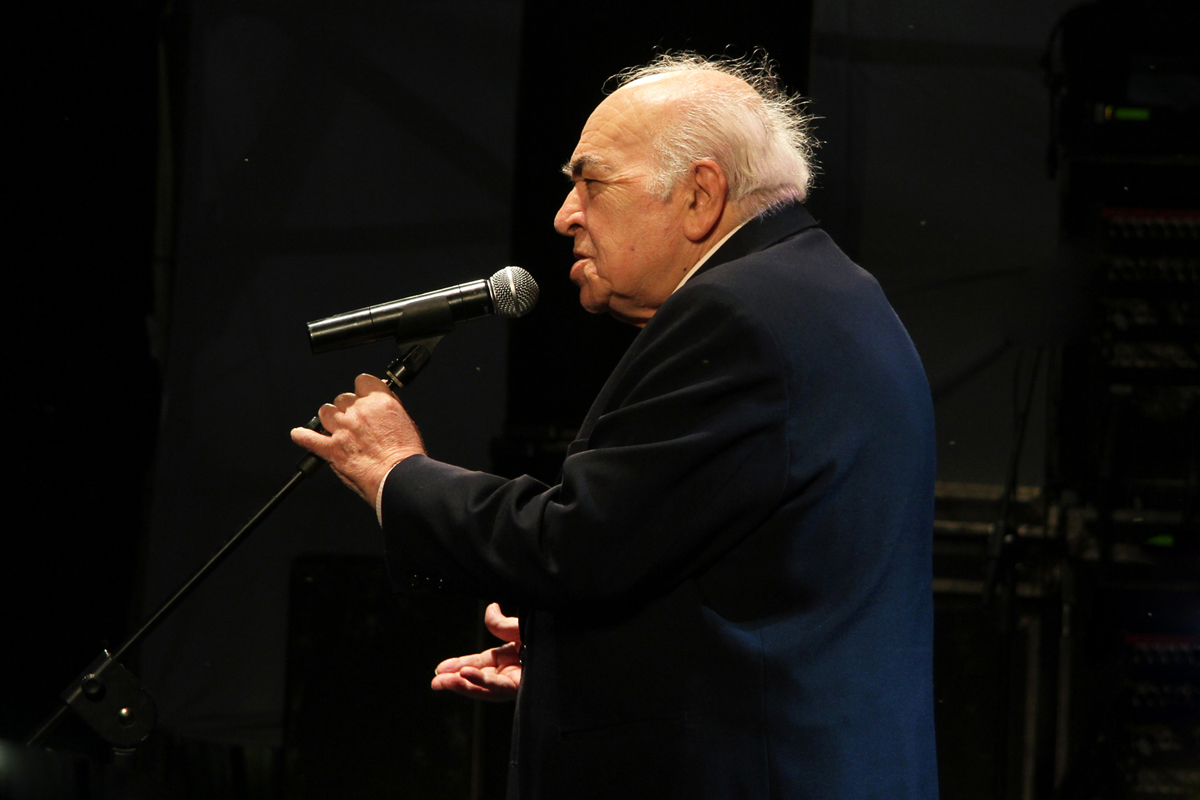
Alberto Podestá

Alberto Podestá (Alejandro Washington Alé; * 22. September 1924 in San Juan; † 9. Dezember 2015 in Buenos Aires) war ein argentinischer Tangosänger und –komponist.

## Leben
Podestá sang seit seiner Kindheit Tangos von Carlos Gardel und wurde daher Gardelito genannt. Im Alter von sechzehn Jahren wurde er von Miguel Caló für sein Orquesta de las Estrellas engagiert, dem zu dieser Zeit Musiker wie Enrique Francini und Armando Pontier, Julio Ahumada, Domingo Federico, Eduardo Rovira und Héctor Stamponi angehörten. Mit diesem trat er im Cabaret Singapur auf und nahm unter dem Namen Juan Carlos Morel vier Tangos auf. Mit Carlos Di Sarli, zu dem er Mitte der 1940er Jahre wechselte, trat er – nun als Alberto Podestá – im Cabaret Marabu auf. Weitere Aufnahmen machte er mit dem Orchester von Pedro Laurenz.
Eine weitere Station seiner Laufbahn war das berühmte Orquesta Francini-Pontier. Beim Label Columbia entstanden Aufnahmen mit Cristóbal Ramos, Ramón Ozán und Joaquín Mora. Auch im Ausland war Podestá erfolgreich. Er trat in Venezuela mit den Los Caballeros del Tango, in Uruguay mit César Zagnoli und in Chile mit Lucho Ibarra auf. Als Solist arbeitete er u. a. mit Juan José Paz, Leopoldo Federico, Alberto Di Paulo, Luis Stazo, Jorge Dragone, Ernesto Rossi und der Gitarrengruppe Roberto Grelas zusammen.

## Aufnahmen
- Alma de bohemio
- Garúa
- Recién
- Paisaje
- Margo
- Qué me van a hablar de amor
- El milagro
- El hijo triste (mit Julio Sosa)
- Calesita de mi barrio
- La cumparsita (Si supieras)
- Sin palabras
- Bailemos
- Fueron tres años
- Un tango para el recuerdo